# Tráfico árabe de escravos

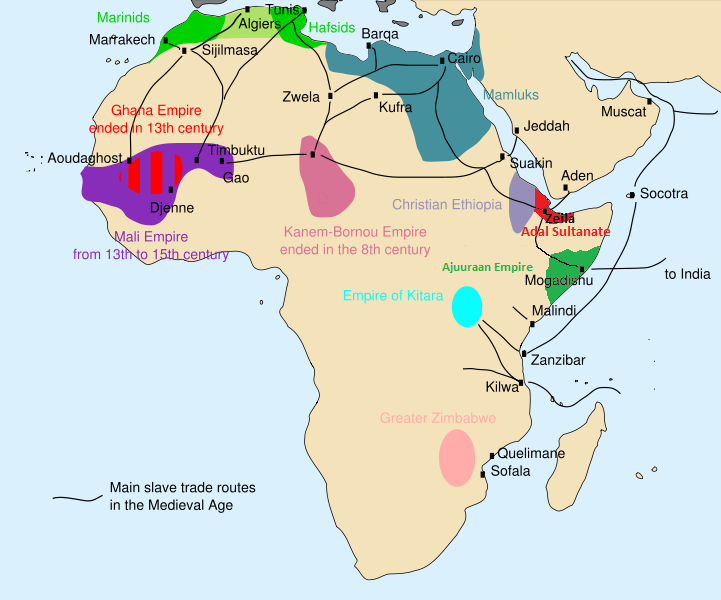
Principais redes de tráfico árabe de escravos em África na Idade Média

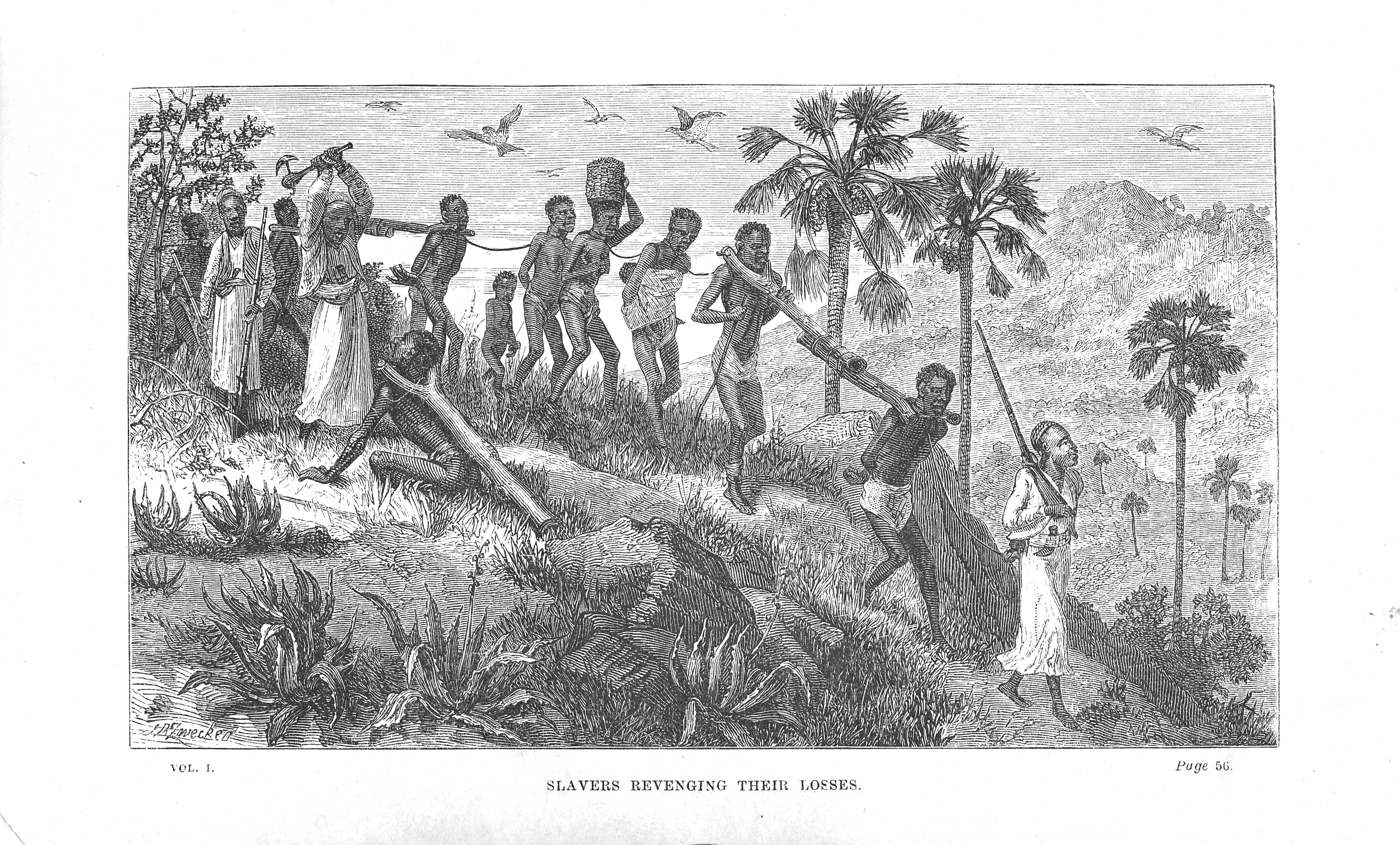
Traficantes de escravos árabes e seus cativos ao longo do rio Rovuma, entre a Tanzânia e Moçambique

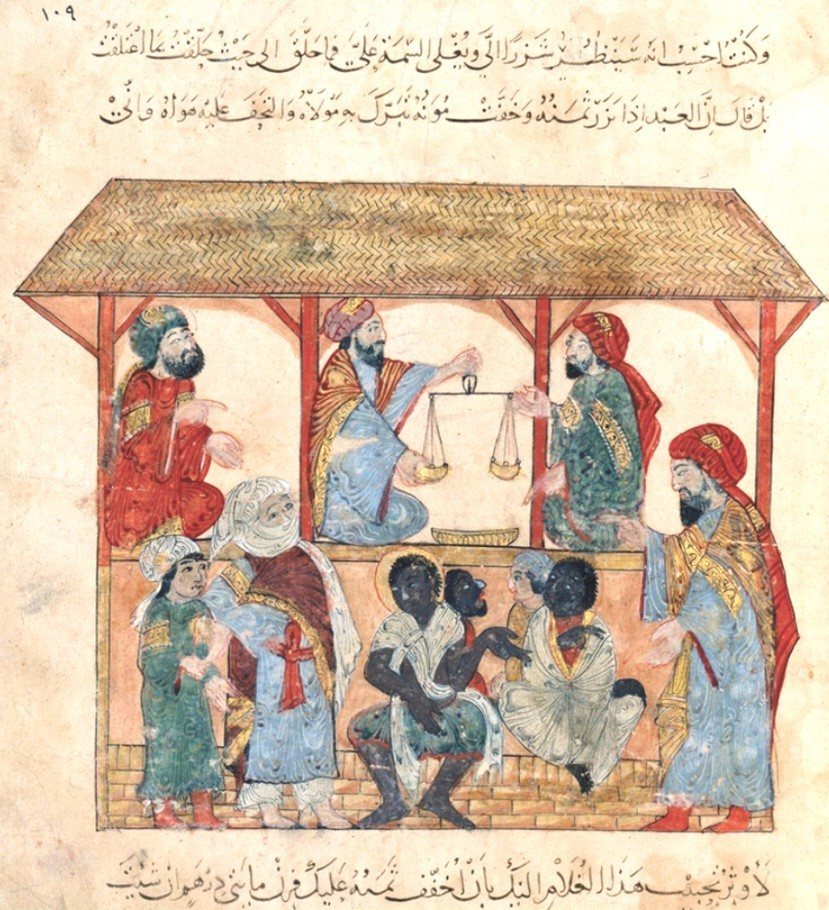
Mercado de escravos no Iemen do séc.XIII

Durante séculos, milhões de africanos subsarianos foram vendidos como escravos no Norte de África.

Entre 650 e 1800, foram vendidos como escravos 17 milhões de africanos provenientes das terras ao sul do deserto do Sara. Os compradores viviam no Egito, Sudão, Líbia, Marrocos, etc...
Inúmeros testemunhos, desde a Idade Média europeia, corroboram este acontecimento histórico. Mas a falta de documentação e de estatísticas tornam impossível saber o número exato de pessoas envolvidas neste processo histórico.

O investigador americano Ralph A. Austen  fez um estudo intitulado ”The Trans-Saharan Slave Trade: A Tentative Sensus”, incluído na obra ”The Uncommon Market: Essays in the Economic History of the Atlantic Slave Trade”, redigida por Henry A. Gemery e Jans S. Hogendorn, tendo chegado à conclusão de que poderia tratar-se de uns 17 milhões de escravos subsarianos no período de 650-1800.